# Gene Krupa
Pour les articles homonymes, voir Krupa.
Eugene Bertram Krupa dit Gene Krupa est un batteur et chef d'orchestre de jazz américain, né le 15 janvier 1909 à Chicago et mort le 16 octobre 1973 à Yonkers (État de New York).

## Biographie
Après des débuts en 1921 dans un orchestre d'adolescents, The Frivolians, Gene Krupa travaille la percussion et commence à enregistrer en 1927 avec Red McKenzie et Eddie Condon. Il collabore ensuite avec Joe Kayser, Joe Sullivan, Red Nichols, Bix Beiderbecke et Adrian Rollini. Il se produit dans des clubs à Chicago. Grâce à l'intervention de John Hammond, il est engagé en 1935 par Benny Goodman dans son big band. Il enregistre dans le cadre du trio et du quartette de Benny Goodmann avec Teddy Wilson et Lionel Hampton. Il quitte le clarinettiste et forme son orchestre en 1938. Il participe le 16 janvier 1938 au concert historique au Carnegie Hall. En 1941 il engage la chanteuse Anita O'Day et le trompettiste Roy Eldridge puis il rejoint l'orchestre de Tommy Dorsey quelques mois et reforme ensuite un grand orchestre en 1944. Il participe au JATP dès 1951 et se mesure dans des « drums battle » à Louie Bellson et Buddy Rich. Il tourne dans les films The Benny Goodman story en 1955 et The Gene Krupa story en 1959. Après une pause pour raisons de santé en 1960 il remonte un big band à Disneyland de 1963 à 1967, fait une tournée au Japon avec Charlie Ventura. Il participe au Festival de Newport au côté de Benny Goodman au début des années 1970.

## Discographie
- Who (1935), avec Benny Goodman
- Sing sing sing (1937), avec Benny Goodman
- Drummin' man (1939)
- Rockin' chair (1941), avec Roy Eldridge
- The drum battle (1952)
- Duet (1962), avec Buddy Rich

## Filmographie
Gene Krupa tient un rôle de batteur dans plusieurs films.
- 1939 : Some Like It Hot, de George Archainbaud
- 1941 : Boule de feu, (Ball of fire ou The Professor and the Burlesque Queen) de Howard Hawks où Gene Kruppa joue de la batterie avec des allumettes
- 1942 : La Fièvre du jazz (Syncopation) de William Dieterle
- 1953 : Romance inachevée (The Glenn Miller Story) d'Anthony Mann
- 1956 : Benny Goodman (dans son propre rôle)
- 1959 : The Gene Krupa story (le rôle de Krupa est tenu par Sal Mineo mais le son batterie est doublé par Krupa).